# 김삼 (1941년)
김삼(金森, 1941년 11월 15일 ~ 2021년 3월 13일)은 대한민국의 만화가이다. 본명은 이정래이고 황해도 출생이다.

## 생애와 경력
1962년 만화 데뷔 후 '소년007시리즈'를 《소년동아일보》에 1965년 11월부터 1980년 9월까지 15년 넘게 4500여 회에 걸쳐 연재했다. 소년007시리즈는 《소년007 지저세계》《소년007 로봇 작전》《소년 007 원자탄 작전》《소년007 4차원 작전》 등으로 20여 편을 발표했다. 이 시기에 동물만화 《검둥이 강가딘》을 발표했다. 어린이 만화로 《칠삭동이》《사랑방이야기》《바다의 왕자》등이 있고 1980년 말부터는 성인만화를 그리기 시작 《대물》《이창》등을 그렸다.

## 작품
- 《007 우주에서 온 소년》
- 《강가딘》
- 《사랑방 이야기》
- 《대물》